# Aquilino Bocos Merino
Aquilino Bocos Merino, C.M.F. (Canillas de Esgueva, 17 de maio de 1938) é um sacerdote e religioso católico espanhol e cardeal da Igreja Católica.

## Biografia

### Origens e treinamento
Bocos nasceu em 17 de maio de 1938 na cidade de Canillas de Esgueva, em Valladolid (Espanha). Ele entrou no postulado Claretiano de Segóvia aos 12 anos, e se tornou noviço em Ciudad Real, onde ele fez sua primeira profissão em 15 de agosto de 1956. Depois de estudar filosofia em Siguença (1956-1957) e Segóvia (1957-1959) fez sua profissão perpétua em 15 de agosto de 1959. Depois disso, ele estudou teologia em Calzada (1959-1960) e Salamanca (1960-1963), sendo ordenado padre em 23 de maio de 1963, nesta última cidade.

### Vida religiosa
Entre os anos de 1963 e 1964, ele ensinou Filosofia em Segóvia, após o qual se mudou para Salamanca. Lá ele passou três anos como prefeito de filósofos e teólogos dos Missionários Marianistas Libaneses e seis outros como prefeito de teólogos claretianos em Salamanca e Madri. Durante sua estada em Salamanca, formou-se em Filosofia pela Pontifícia Universidade e obteve o diploma da Escola Superior de Psicologia.
Chegando em Madrid fez cursos de ensino em Teologia da Vida Religiosa, ele assumiu a direção da revista "Vida Religiosa" e trabalhou na fundação do Instituto de Vida Religiosa , que tinha oito anos de deputado. Três anos foi diretor da Escola de Formação Teológico-Catequética «Regina Apostolorum». Organizou a Nona Semana Nacional de Reflexão para Religiosos.
Em 1991 ele foi eleito Superior Geral da Congregação dos Claretianos, cargo para o qual foi reeleito até 2003. Durante seu tempo como superior, a sua congregação se expandiu para novos países, especialmente na Ásia, África e Europa Oriental. Entre 1991 e 2003 ele era um membro do Conselho da União dos Superiores Gerais, e 1991-1997 foi um membro do Conselho, de 16 de CIVCSVA. Foi nomeado em 1994, pelo Papa João Paulo II, membro da Congregação para os Institutos de Vida Consagrada e Sociedades de Vida Apostólica e confirmado por mais cinco anos em 1999. Ele participou do Sínodo sobre a Vida Consagrada em 1994 e da segunda Assembleia Especial dos Bispos para a Europa de 1999.

### Cardeal
Em 20 de maio de 2018 (o dia de Pentecostes), no fim da recitação do Regina Coeli, na praça do Vaticano, o Papa Francisco anunciou a nomeação de Bocos como cardeal da Igreja Católica. Ele seria criado cardeal em um consistório a ser realizado em 28 de junho do mesmo ano, coincidindo com a festa litúrgica de São Pedro e São Paulo Apóstolos. Tendo ultrapassado os 80 anos de idade, não tem direitos eleitorais, no caso de um futuro conclave.
Foi consagrado como arcebispo-titular de Urusi em 16 de junho de 2018, na Igreja de San Antonio María Claret em Madrid por Dom Fernando Cardeal Sebastián Aguilar, C.M.F., arcebispo-emérito de Pamplona e Tudela, coadjuvado por Dom Carlos Cardeal Osoro Sierra, arcebispo de Madrid e por Dom Ricardo Cardeal Blázquez Pérez, arcebispo de Valladolid.
Assim, no Consistório Ordinário Público de 2018 recebeu o barrete cardinalício, o anel de cardeal e a diaconia de Santa Lúcia do Gonfalone.